# Trafiklots

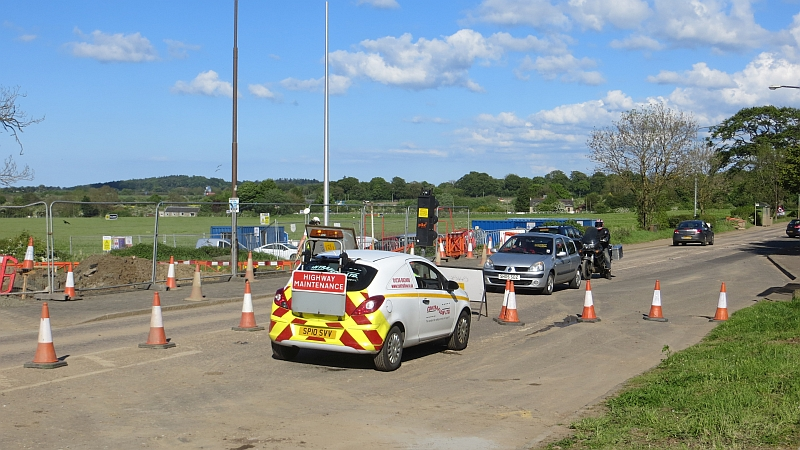
Trafiklots i Storbritannien (2014).

En trafiklots är en utsedd person i ett vägarbetslag som lotsar trafik igenom en vägarbetsplats på ett säkert vis för både trafikant och personal som arbetar på vägarbetsplatsen. Detta sker vanligtvis genom att utsedd trafiklots använder sig av ett utmärkt fordon med en skylt som det står "trafiklots följ mig" eller liknande på. Detta fordon är även utrustat med ett roterande ljus som är tänt under arbetet. Personen som utför arbetet har genomgått rätt utbildning enligt trafikverket och/eller har rätt kompetens för uppgiften. Det kan även förekomma att två fordon har som uppgift att vara trafiklots på samma arbetsplats. Det benämns då som dubbellots.

### Fotnoter
1. ↑  ”Dubbel trafiklots vid beläggningsarbeten”. Trafikverket. http://www.trafikverket.se/PageFiles/9755/Dubbel_trafiklots_vid_belaggningsarbete.pdf. Läst 29 april 2011.[död länk]